# Sea-Watch
La Sea-Watch è una organizzazione non governativa umanitaria senza scopo di lucro tedesca fondata nel 2014, avente come scopo la conduzione di attività di ricerca e salvataggio in mare nella regione del Mediterraneo.
Oltre alle missioni di salvataggio con le sue navi di soccorso, Sea-Watch sostiene anche l'iniziativa di sorvolo del Mar Mediterraneo alla ricerca di imbarcazioni in difficoltà avviata nel 2016 dal pilota svizzero Fabio Zgraggen.

## Fondazione
A fine 2014 il commerciante tedesco Harald Höppner decide, insieme ad altre persone, di investire parte dei suoi risparmi nell'acquisto di una nave da impiegare in attività di ricerca e soccorso sul Mar Mediterraneo.
Il 19 maggio 2015 viene ufficialmente costituita Sea-Watch e.V., organizzazione non governativa umanitaria no profit che fornisce aiuti umanitari attraverso il soccorso marittimo immediato. A livello politico, l'ONG chiede ai governi di intensificare le attività di salvataggio e garantire vie di accesso legali e sicure attraverso la rimozione delle cause alla base dei processi migratori.

## Attività

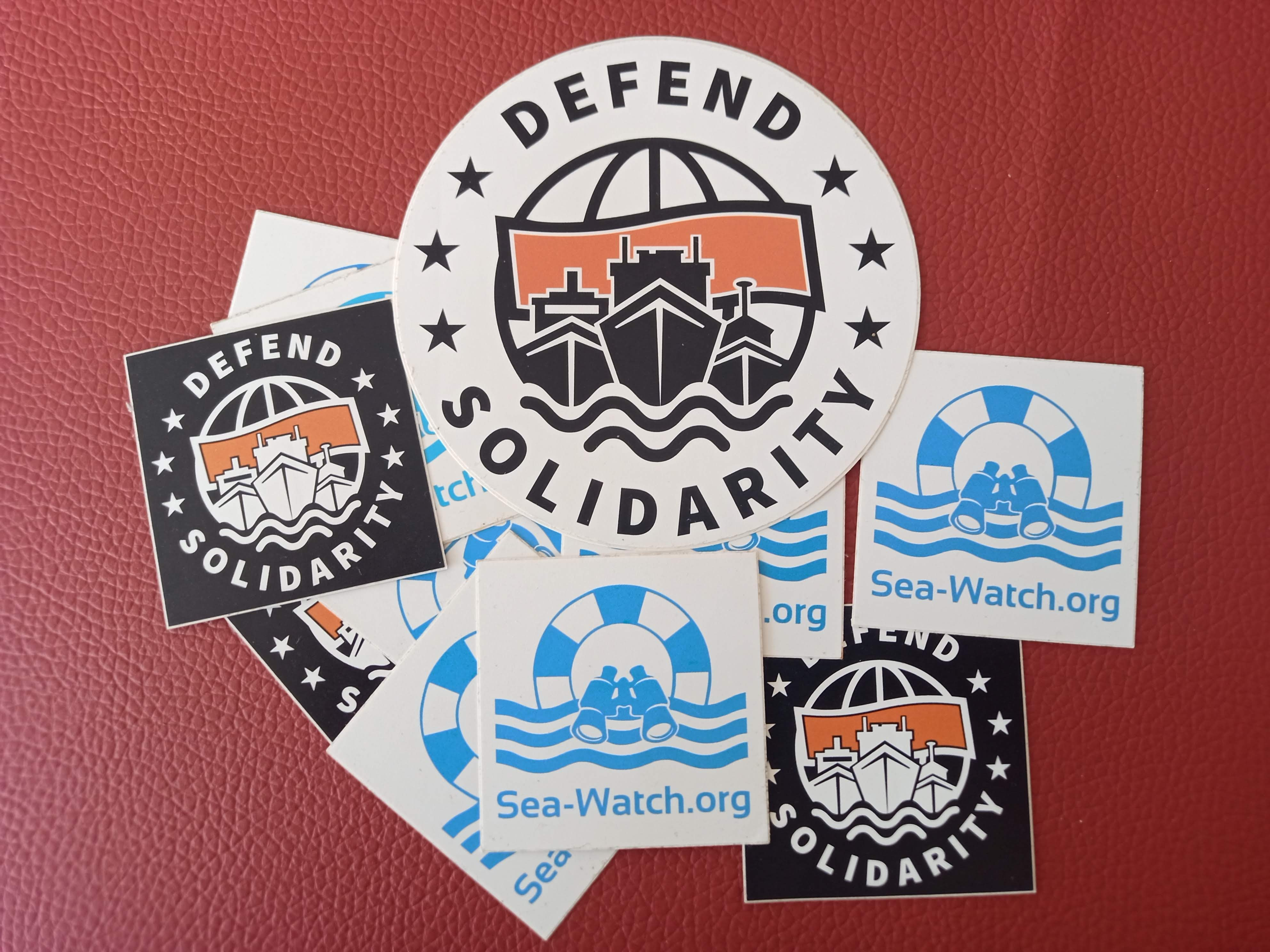
Adesivi della Sea-Watch e della sua campagna Defend solidarity

L'associazione svolge, a partire dalla metà di giugno 2015, attività di ricerca e soccorso sul Mar Mediterraneo. A partire dalla metà dello stesso anno l'ONG ha inoltre iniziato a collaborare con i soccorritori della International Maritime Rescue Federation, impiegando due motoscafi al largo dell'isola greca di Lesbo per ridurre il tasso di mortalità delle migrazioni dalla Turchia alla Grecia.